# ریوییر-بودت، کبک
ریوییر-بودت (به فرانسوی: Rivière-Beaudette) شهری در منطقه شهری وودروی-سولانژ ناحیه مونترژی در استان کبک کانادا است. در سرشماری سال ۲۰۱۱ این شهر ۱٬۷۰۱ نفر جمعیت داشته‌است و مساحت آن ۱۹٫۶۲ کیلومتر مربع است.